# Голдино (Псковская область)
Голдино — деревня в Псковском районе Псковской области. Входит в состав Серёдкинской волости. 
Расположена в 45 километрах к северу от Пскова и в 10 км к югу от деревни Гверздонь.
Численность населения деревни по состоянию на 2000 год составляла 11 человек.
До 1 января 2010 года деревня входила в состав ныне упразднённой Гверздонской волости.

## Топографические карты
- Лист карты O-35-XVII Новоселье. Масштаб: 1 : 200 000. Издание 1980 г.